# 扎列奇內 (奔薩州)
53°12′N 45°12′E / 53.200°N 45.200°E
扎列奇內（俄语：Заре́чный）是俄羅斯奔薩州中部的一個保密行政区，距奔薩以東12公里。2002年人口62,970人。
1958年奔薩市扎列奇內區成立。1962年被列為保密行政區，並改名奔薩-19（Пе́нза-19）。1992年改名。